# Photograph (Lied)
Photograph ist ein Lied des britischen Singer-Songwriters Ed Sheeran. Es wurde am 20. April 2015 als fünfte Single von Sheerans zweitem Studioalbum × veröffentlicht. Auf Spotify befindet sich das Lied in der Top 20 der weltweit meistgestreamten Lieder.

## Hintergrund
Photograph wurde von Sheeran und Johnny McDaid, Mitglied der Band Snow Patrol, während einer Tournee von Snow Patrol im Mai 2012 in einem Hotelzimmer in Kansas geschrieben. Beide saßen in dem Hotelzimmer, während Sheeran für McDaids Schwester Lego baute, spielte McDaid auf seinem Laptop einen Piano-Loop ab, woraufhin Sheeran begann, zu dieser Musik zu singen. Nach einiger Zeit nahm sich Sheeran seine Gitarre und beide schrieben den Song innerhalb einer halben Stunde. Sheeran nahm verschiedene Versionen von Photograph auf, unter anderem mit Jake Gosling, der sein Debüt-Album produziert hatte, und Rick Rubin, der weitere Lieder aus seinem zweiten Musikalbum produzierte. Jedoch passte für Sheeran keine der Versionen, so dass er von dem Musikproduzenten Jeff Bhasker unterstützt wurde. Dieser arbeitete einige Monate an dem Lied. Eine Version von Photograph spielte Sheeran laut eigener Aussage bereits 2013 für eine deutsche Radio-Station. Diese Version wurde jedoch nicht aufgezeichnet.
Im Juni 2016 wurde Sheeran von den beiden Songwritern Martin Harrington und Thomas Leonard verklagt. Diese schrieben für Matt Cardle 2011 den Song Amazing, der Ähnlichkeiten in der Melodie und im Text zu Photograph aufweist. Sheeran, der zugab, sich von dem Lied inspiriert haben zu lassen und die beiden Ankläger einigten sich auf eine Schadensersatzsumme von circa 20 Millionen Dollar, des Weiteren sind beide Songwriter als Mit-Autoren von Photograph eingetragen.

## Inhalt

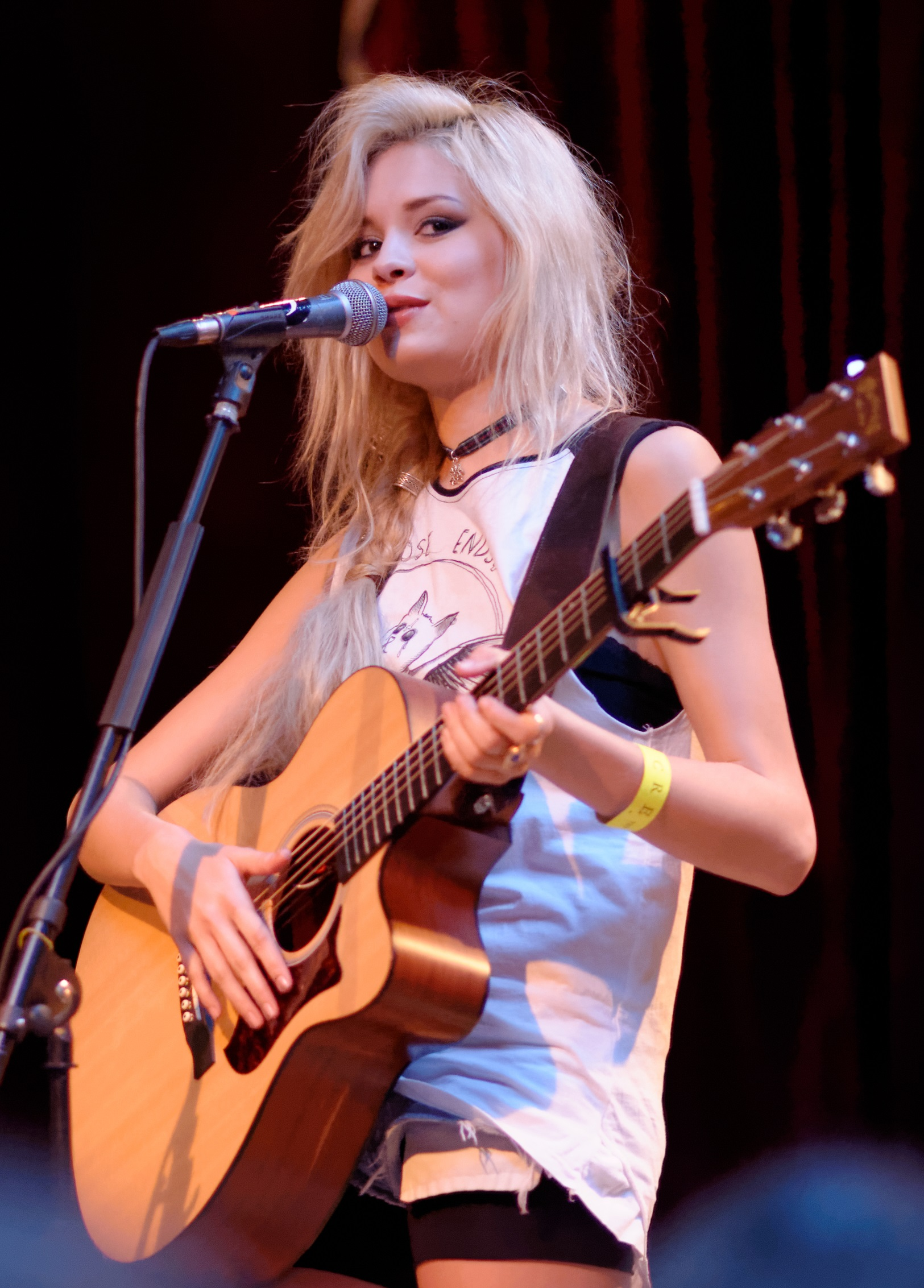
Die Beziehung zu seiner damaligen Freundin Nina Nesbitt inspirierte Sheeran zu dem Lied.

Photograph ist eine akustische Pop-Ballade. Der im Viervierteltakt und in E-Dur komponierte Song besitzt ein Tempo von 108 Schlägen pro Minute. Sheerans Stimmumfang reicht in dem Lied von B3 bis B5.
Der Song ist in Strophe-Refrain-Form aufgebaut. Inhaltlich behandelt Photograph die Chronologie einer Fernbeziehung. Die Liebe zwischen den beiden soll in einem Foto bewahrt werden, so dass sich beide immer an diese erinnern. Der Text wurde von Sheerans damaliger Beziehung zu Nina Nesbitt inspiriert. Als er das Lied schrieb, war er bereits drei Monate auf Tournee mit Snow Patrol und führte eine Fernbeziehung.
| „So you can keep me Inside the pocket of your ripped jeans Holding me close until our eyes meet You won’t ever be alone, wait for me to come home“ – Refrain, Originalauszug | „Du kannst mich behalten in der Hosentasche deiner zerrissenen Jeans Halt mich ganz nah, bis sich unsere Blicke treffen Du wirst niemals alleine sein, Warte, bis ich nach Hause komme“ – Refrain, deutsche Übersetzung |

## Musikvideo
Das Musikvideo zu Photograph wurde von Emil Nava gedreht. Das Musikvideo zeigt private Filmaufnahmen aus Sheerans Kindheit. Laut Sheeran hatte er keine Zeit, ein aktuelles Musikvideo zu drehen. Außerdem hatte Sheerans Vater die alten Aufnahmen gefunden und sie als Weihnachtsgeschenk auf DVD gebrannt. Sheeran wollte die Aufnahmen ursprünglich für eine Dokumentation nutzen, beim Anschauen dieser entschloss er sich jedoch, die Aufnahmen für sein Musikvideo zu nutzen. Das Musikvideo wurde auf YouTube über 1,3 Milliarden Mal aufgerufen (Stand: November 2023).
Bei den BRIT Awards 2016 war das Musikvideo zu Photograph in der Kategorie British Video of the Year nominiert, musste sich aber Drag Me Down von One Direction geschlagen geben.

## Rezeption

### Preise
Bei den iHeartRadio Music Awards 2016 war Photograph in der Kategorie Best Lyrics nominiert.

### Rezensionen
Photograph erhielt überwiegend positive Kritiken. David Maurer von Laut.de bemerkt im Zuge der Albumrezension zu ×, dass das Lied das richtige Verhältnis von ruhiger Sinnlichkeit und Passagen mit hohem Wiedererkennungswert mitbringe und somit perfekt fürs Airplay sei. Für Jennifer Depner von Plattentests.de „findet Sheeran alsbald zu alter Stärke zurück, wenn sich das akustische Stück langsam, aber stetig zu einem kleinen Mini-Drama entwickelt, die Grenze zum Kitsch jedoch höchstens entlangläuft, aber nicht überschreitet“. Negative Kritik erhielt Photograph von Kevin Harley von The Independent: „Photograph stapft schwerfällig durch Klischees über schmerzvolle Liebe“, so der Kritiker im Rahmen der Albumrezension.

## Kommerzieller Erfolg

### Chartplatzierungen
Photograph erreichte weltweit hohe Chartplatzierungen. In die deutschen Singlecharts konnte das Lied erstmals im Rahmen der Albumveröffentlichung von × am 4. Juli 2014 auf Platz 64 einsteigen und verblieb eine Woche in den Charts. Nach der offiziellen Singleveröffentlichung stieg das Lied am 15. Mai 2015 wieder in die Charts ein. Mit Platz vier wurde die Höchstposition am 25. September 2015 erreicht, zwei Wochen konnte sich Photograph auf diesem Platz halten. Insgesamt verbrachte das Lied 15 Wochen in den Top 10 in Deutschland. Letztmals erreichte Photograph am 13. Januar 2017 die Singlecharts. Für Sheeran war dies der fünfte Top-10-Erfolg als Solokünstler in Deutschland. Auch in den Ö3 Austria Top 40 und in der Schweizer Hitparade konnte Photograph als Höchstplatzierung Platz vier erreichen.
In die britischen Singlecharts stieg Photograph am 5. Juli 2014 ein. Obwohl er mit Platz 15 die Top 10 verpasste, konnte sich die Single insgesamt 92 Wochen in diesen Charts halten. In den Billboard Hot 100 erreichte Sheeran mit diesem Lied seine dritte Top-10-Platzierung als Solokünstler. Eine Nummer-eins-Platzierung gelang Photograph in der Slowakei. Weitere Top-10-Platzierungen erreichte das Lied in Australien (Platz 9), Dänemark (Platz 8), Frankreich (Platz 9) und in Neuseeland (Platz 9).
| ChartsChartplatzierungen       | Höchstplatzierung | Wochen |
| ------------------------------ | ----------------- | ------ |
| Deutschland (GfK)              | 4 (59 Wo.)        | 59     |
| Österreich (Ö3)                | 4 (47 Wo.)        | 47     |
| Schweiz (IFPI)                 | 4 (80 Wo.)        | 80     |
| Vereinigte Staaten (Billboard) | 10 (30 Wo.)       | 30     |
| Vereinigtes Königreich (OCC)   | 15 (92 Wo.)       | 92     |

| ChartsJahrescharts (2015)      | Platzierung |
| ------------------------------ | ----------- |
| Deutschland (GfK)              | 18          |
| Österreich (Ö3)                | 18          |
| Schweiz (IFPI)                 | 22          |
| Vereinigte Staaten (Billboard) | 34          |
| Vereinigtes Königreich (OCC)   | 29          |

| ChartsJahrescharts (2016) | Platzierung |
| ------------------------- | ----------- |
| Schweiz (IFPI)            | 37          |

| ChartsJahrescharts (2010–2019) | Platzierung |
| ------------------------------ | ----------- |
| Österreich (Ö3)                | 65          |
| Vereinigtes Königreich (OCC)   | 58          |

### Auszeichnungen für Musikverkäufe
Für über eine Million verkaufte Einheiten in Deutschland wurde das Lied im November 2020 vom Bundesverband Musikindustrie mit Diamant ausgezeichnet, womit Photograph zu den meistverkauften Singles in Deutschland zählt, im Mai 2023 folgte Dreifach-Platinstatus. Photograph wurde weltweit mit 2× Gold und 61× Platin ausgezeichnet. Damit wurden laut Auszeichnungen über 14,8 Millionen Einheiten der Single verkauft (inklusive Premium-Streaming).
| Land/Region                  | Auszeichnungen für Musikverkäufe (Land/Region, Auszeichnung, Verkäufe) | Verkäufe   |
| ---------------------------- | ---------------------------------------------------------------------- | ---------- |
| Argentinien (CAPIF)          | Platin                                                                 | 20.000     |
| Australien (ARIA)            | 9× Platin                                                              | 630.000    |
| Belgien (BRMA)               | Gold                                                                   | 15.000     |
| Dänemark (IFPI)              | 5× Platin                                                              | 450.000    |
| Deutschland (BVMI)           | 3× Platin                                                              | 1.200.000  |
| Frankreich (SNEP)            | —                                                                      | 24.700     |
| Italien (FIMI)               | 6× Platin                                                              | 300.000    |
| Kanada (MC)                  | Diamant                                                                | 800.000    |
| Mexiko (AMPROFON)            | Gold                                                                   | 30.000     |
| Neuseeland (RMNZ)            | 7× Platin                                                              | 210.000    |
| Österreich (IFPI)            | 3× Platin                                                              | 90.000     |
| Polen (ZPAV)                 | Platin                                                                 | 50.000     |
| Portugal (AFP)               | 3× Platin                                                              | 30.000     |
| Schweden (IFPI)              | Platin                                                                 | 40.000     |
| Schweiz (IFPI)               | Platin                                                                 | 30.000     |
| Spanien (Promusicae)         | 5× Platin                                                              | 300.000    |
| Vereinigte Staaten (RIAA)    | 8× Platin                                                              | 8.000.000  |
| Vereinigtes Königreich (BPI) | 5× Platin                                                              | 3.000.000  |
| Insgesamt                    | 2× Gold · 58× Platin · 1× Diamant ·                                    | 15.219.700 |

Hauptartikel: Ed Sheeran/Auszeichnungen für Musikverkäufe

## Formate
Download
1. Photograph – 3:43

Single-CD (D/AT/CH – VÖ: 12. Juni 2015)
1. Photograph
2. I Will Take You Home

Remix
1. Photograph (Felix Jaehn Remix) – 3:22